# Donald Gibb
Donald Richard Gibb (4 de agosto de 1954, Nueva York, Nueva York), también conocido como Don Gibb, es un actor estadounidense. Entre sus papeles más populares está el descomunal y tonto hermano de fraternidad llamado "Ogro" en la saga Revenge of the Nerds y Leslie "Dr. Death" Krunchner en la comedia de situación de HBO 1st & Ten.

## Biografía
Criado en California, Gibb fue a la Universidad de Nuevo México con una beca de baloncesto, donde se unió a la fraternidad Phi Delta Theta. Sufrió un accidente automovilístico que le causó graves lesiones en la cabeza y lo dejó estrábico. Se trasladó a la Universidad de San Diego donde jugó al fútbol americano además de al baloncesto gracias a otra beca. Gibb jugó durante un breve periodo de tiempo en los San Diego Chargers antes de volver a actuar, empezando con pequeños papeles sin acreditar en El pelotón chiflado o Conan el Bárbaro.
Su personaje más conocido es el de "Ogro", interpretado por primera vez en Revenge of the Nerds y más tarde en Revenge of the Nerds II: Nerds in Paradise y Revenge of the Nerds IV: Nerds in Love. Gibb dio vida a este jugador de fútbol que se dedicaba a beber cerveza de un trofeo, lanzar empollones fuera de los edificios de la fraternidad y competir en concursos de eructos.
Otro papel recurrente fue en la película de artes marciales Contacto sangriento junto a Jean Claude Van Damme donde Gibb encarnaba a un kumite estadounidense llamado Ray Jackson, que más tarde protagonizaría en solitario en la secuela Bloodsport II: The Next Kumite en 1996. Gibb ha aparecido en  más de 25 películas incluyendo Jocks y Amazon Women on the Moon. Posteriormente, apareció en el juego de ordenador Zork: Grand Inquisitor y consiguió un pequeño papel en la película Hancock, protagonizada por Will Smith.
En televisión, Gibb alcanzó gran notoriedad con la serie de HBO, 1st & Ten, como Leslie "Dr. Death" Crunchner, un linebacker. Gibb dio vida al jugador desde 1984 hasta 1991, convirtiéndose en uno de los pocos miembros de los ficticios California Bulls en permanecer los siete años en antena. Después, interpretó pequeños papeles en Quantum Leap, MacGyver, Night Court, Cheers, Renegade, The X Files y Step by Step entre otras. 
Gibb es el portavoz y copropietario del bar Trader Todd's en Chicago, a través del cual Gibb comercializa la cerveza "Ogre", nombre que proviene de su icónico personaje en Revenge of the Nerds. 
Actualmente se le puede ver interpretando a un ladrón en la serie de anuncios de Capital One.